# Очилат саламандър
Очилатият саламандър (Salamandrina terdigitata) е вид земноводно от семейство Саламандрови (Salamandridae).

## Разпространение
Видът е разпространен в Италия.